# Cortinarius dysodes
Cortinarius dysodes är en svampart som beskrevs av Soop 2001. Cortinarius dysodes ingår i släktet Cortinarius och familjen spindlingar.   Inga underarter finns listade i Catalogue of Life.